# Cinema catalano
L'espressione cinema catalano si riferisce a opere filmiche realizzate, in genere, nei Paesi catalani con mezzi di origine catalana, con una produzione che ha la stessa provenienza e, di preferenza, in lingua autoctona.

## Storia

### L'arrivo del cinema in Catalogna

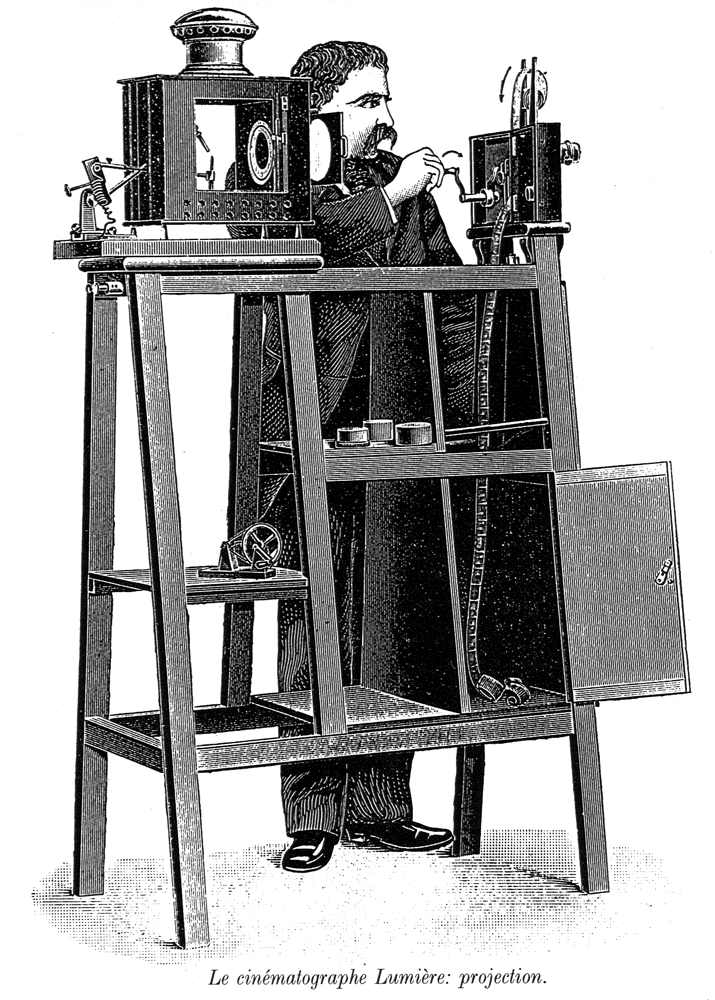
Il cinematografo Lumière

Il primo spettacolo cinematografico si tenne il 5 maggio del 1895 a Barcellona, quando avvenne la presentazione del Kinetoscopio di Thomas Alva Edison, in Plaça de Catalunya. La prima esibizione del Cinématographe dei fratelli Lumière si realizzò sulla Rambla nel dicembre del 1896.  Mesi dopo, Antoni e Emili Fernández, due fotografi catalani, crearono il Cinematografo Napoleone, dove si iniziarono a tenere proiezioni regolari. In seguito, altre invenzioni relazionate al cinema vennero presentate, come le lanterne magiche, che rappresentavano immagini in movimento. Quest'ultime suscitarono l'interesse più degli scienziati che degli artisti, ma in ogni caso nessuno poteva immaginare quali sarebbero state le loro potenzialità. A poco a poco, le sale di proiezione iniziarono a proliferare a Barcellona, nella misura in cui gli impresari cominciarono a vedere quella nuova forma di svago come una possibilità di arricchimento. I film proiettati abitualmente erano importati dalla Francia, dall'Italia e dagli Stati Uniti. Gradualmente, si cominciarono a proiettare pellicole di maggior durata e in cui venivano trattati diversi argomenti. 
Nel primo anno della sua storia, l'unico supporto linguistico durante la proiezione cinematografica erano la presenza di commentatori, che accompagnavano verbalmente le pellicole. Ѐ molto probabile che, in determinati contesti, la sua attualizzazione fosse in lingua catalana, però non vi è nessuna prova certa che lo attesti. 
Le fonti scritte e le pubblicazioni, anche se si conserva solo una minima parte del patrimonio cinematografico dell'epoca, impongono una certa prudenza su ogni affermazione categorica, ma non andrebbero a confermare la reale presenza della lingua catalana sullo schermo. A quel tempo, infatti, la maggior parte dei produttori erano anche i distributori e, abitualmente, sostituivano le scritte, in modo da rendere tutto comprensibile al pubblico locale. Tuttavia la revisione del materiale che si conserva e i dati indiretti, come la pubblicità o la stampa dell'epoca, indicano che la presenza del catalano fosse minima, rispetto allo spagnolo.
Risulta fondamentale citare - a causa delle sue implicazioni economiche - la produzione incessante di documentari da parte della Laya Film, i quali erano realizzati per il Commissariato della Propaganda della Generalità, durante gli ultimi anni della guerra civile. Ciò nonostante, l'intransigenza del regime franchista contro la cultura catalana fu radicale e venne discriminata in diversi aspetti, sia nella vita sociale, che economica, giuridica e culturale. Per questa ragione, oltre a quelle di carattere economico e industriale esistenti già prima dell'avvento della guerra, realizzare un tipo di cinema in lingua catalana era politicamente irrealizzabile.

### I primi cineasti catalani

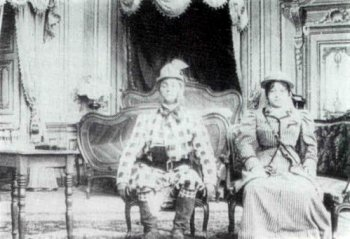
Hotel elettrico

A partire dai fratelli Ricardo e Ramón de Baños, cineasti ufficiali della Casa Reale di Spagna dell'inizio del XX secolo, fino alle visite parigine e romane di Alberto Marro, nel primo cinema catalano si potevano contare numerosi cineasti itineranti. Conseguenza positiva di questo fatto fu il cosmopolitismo di alcuni professionisti, senza dimenticare però che questa migrazione portò successivamente alla crisi dell'industria locale.
Fructuós Gelabert, noto regista, sceneggiatore, operatore di macchina fotografica e produttore catalano, nel 1906 respinse la proposta di andare a lavorare negli Stati Uniti perché "si sentiva catalano dalla testa ai piedi e si considerava capace di fare un ottimo lavoro anche a casa sua". 
Uno dei primi assistenti alle proiezioni del Cinematografo Napoleone dei fratelli Antoni i Emili Fernández fu lo stesso Fructuos Gelabert, che rimase stupito dalla nuova invenzione, tanto da creare una propria camera per la produzione delle sue pellicole. Le sue prime produzioni furono Sortida del Públic de l'església parroquial de Santa Maria de Sants e Sortida dels treballadors de l'Espanya industrial, entrambe del 1897. La prima pellicola con una trama fu Baralla en un cafè (1897), considerata anche il primo film di fantascienza girato in Spagna. Il creativo Fructos Gelabert, creò anche l'impresa Diorama, più tardi ribattezzata Films Barcelona, con studi e laboratori propri, in cui iniziò ad adattare opere teatrali come Terra Baixa (1907) e Maria Rosa (1908).
Segundo de Chomón, di origine aragonese, si stabilì a Barcellona nel 1900 e cominciò a ritoccare film stranieri, dipingendoli e re-intitolandoli, usando nuove tecniche artistiche come le dissolvenze, le sovrapposizioni di inquadrature e l'uso di mascherini. Alcune delle sue opere ricreavano classici, come Pollicino (1903) o I viaggi di Gulliver (1904). Altri erano completamente innovativi, come il suo film l'Hotel elettrico, uno dei più noti.
Bisogna anche evidenziare la collaborazione nel cinema catalano di Albert Marro,  pioniere dei documentari, che con Ricard de Baños,  fondò l'Hispano Films, creando alcune pellicole come Don Juan Tenorio (1908), Don Joan de Serrallonga (1910), Justicia del rey Felipe II (1910) e Don Pedro el Cruel (1912).
Inoltre, vale la pena ricordare il ruolo di Baltasar Abadal, un uomo che rese noto il cinematografo tra le contee catalane.

### La nascita dell'industria cinematografica in Catalogna
Nel 1914, Barcellona era il centro dell'industria cinematografica della penisola e, nello stesso anno, Andrià Gual creò la casa cinematografica Barcinògrafo, con la quale produsse l'adattamento di classici, come L' Alcalde di Zalamea  e La zingarella (entrambi del 1914). L'avvento della prima guerra mondiale mise in profonda crisi l'industria cinematografica europea perché andò ad interrompere l'importazione e l'esportazione di pellicole - e prima nel cinema catalano - poi in quello spagnolo, si iniziarono a copiare le tendenze che più funzionavano nel mondo. Vennero realizzate pellicole comiche, melodrammatiche, storiche... fino a quelle pornografiche per il re Alfonso XIII, con lo scopo di guadagnare denaro facile. Prendendo spunto dalla rivista di critica cinematografica, intitolata Mirador, Guillermo Diaz-Plaja e Josep Palau crearono il primo cine club dello Stato Spagnolo, dandogli lo stesso nome. Anche il famoso Santiago Rusiñol ne presiedette uno, che venne istituito nel febbraio del 1930 con il nome di Barcelona Film Club. Nel 1928 apparve anche il Manifesto avanguardista sopra il cinema, del gruppo L'Amic de les Arts, di cui fecero parte anche Salvador Dalí e Sebastià Gasch. Lo Stato fino alla Seconda Repubblica aveva legiferato sulla sicurezza locale e applicato la censura; in seguito con l'avvento del franchismo venne introdotta una tassa del 7,5% sulla cinematografia.
Allo splendore dei primi anni, quando Barcellona era la capitale del cinema spagnolo, seguì un tracollo dovuto all'introduzione del sonoro, che comportò costose implicazioni. In aggiunta a questo, l'avvento della Seconda Repubblica implicò un declino sempre più forte per l'industria del cinema, soprattutto in catalano.
Il suono e i primi studi di registrazione, si introdussero a Barcellona nel gennaio 1929, quando uscì il film Le caramelle di Amich, sonorizzato con il sistema Parlophon, quindi attraverso dischi sincronizzati, come Il cantante di jazz. Lo stesso direttore, con il medesimo procedimento, registrerò anche la famosa canzone popolare El noi de la mare, cantata poi da Raquel Meller, con il sistema americano Western Electric, di cui erano dotati alcuni cinema di Barcellona. Alla fine dello stesso anno, vennero rilasciati altri due cortometraggi El cafè de la Marina e El fava de Ramonet.
A poco a poco, le sale di proiezione iniziarono a proliferare per tutto il territorio catalano e si cominciò a distinguere tra la figura del direttore e quella dell'esercente. Si formò un'intera industria del cinema, fino al punto in cui si creerà il Sindacato dei Cinematografi della Catalogna, per difendere i diritti dei lavoratori in questo settore. 
Tempo dopo, arriverà anche la conosciuta Scuola di Barcellona, sperimentatrice e cosmopolita, tra i cui membri spiccano Vicente Aranda, Jaime Camino e Gonzalo Suàrez.
Il cinema catalano riuscì a recuperare tutto il suo vigore nel 1975 quando, con la fine della dittatura franchista, si permisero manifestazioni culturali in lingua catalana, e venne fondato l'Istituto di Cinema Catalano.
Negli ultimi anni, Barcellona si è distinta nell'industria cinematografica e per la qualità delle produzioni nel campo dell'animazione, nelle riprese di spot pubblicitari e nel doppiaggio. 

## Festival di cinema

### Nei Paesi Catalani
Barcellona, città di fiere e congressi di tutti i tipi,  celebra anche diversi ritrovi annuali di tematica cinematografica. In città ne vengono celebrati certamente di prestigiosi, come la Mostra Internazionale di Film di Donne, che si tiene dall'anno 1992, e il Festival Internazionale del Documentario di Barcellona, attivo dal 2000. Inoltre, si celebra il Festival Internazionale di Cinema Erotico. 
Però Barcellona non è, o almeno non del tutto, l'unica città tra i Paesi Catalani, in cui si svolgono attività cinematografiche. Ad esempio, il Festival Internazionale del Cinema di Catalogna, conosciuto come Festival del Cinema di Sitges, si inaugurò nel 1967, e si considera attualmente uno dei migliori d'Europa, soprattutto per quanto riguarda il genere fantastico. A Lleida si celebra ogni anno la Mostra Internazionale del Cinema Latino Americano; e Gerona possiede il Museo del Cinema. A Valencia c'è uno spazio di programmazione di Radio Klara interamente dedicata al Cinema catalano.

### A livello internazionale
A livello europeo esiste il Festival di Cinema Catalano di Copenaghen, un concorso che ha come obiettivo la diffusione della cultura cinematografica catalana e che si celebra annualmente. Qui, vengono proiettati film in versione originale con sottotitoli in lungua inglese. 

## Spettatori di cinema in catalano
| Spettatori di cinema in catalano | 2008    | 2009    | 2010    | 2011    | 2012    |
| -------------------------------- | ------- | ------- | ------- | ------- | ------- |
| Originali in catalano            | 143.230 | 197.300 | 419.739 | 314.009 | 201.555 |
| Doppiate in catalano             | 612.993 | 367.901 | 288.350 | 418.833 | 626.854 |
| Sottotitolate in catalano        | 29.806  | 36.383  | 44.211  | 53.050  | 5.987   |
| Totale                           | 786.029 | 601.584 | 752.300 | 785.892 | 834.396 |

## Produzioni cinematografiche in Catalogna
Durante il 2013 si sono registrate un totale di 3.101 produzioni in Catalogna. Suddividendoli per tipologia: 140 corrispondono a pellicole di carattere istituzionale o aziendale; 398, a cortometraggi o esercizi accademici; 248, a documentari o reportage; 333, a intrattenimento e serie televisive; 708, a spot pubblicitari; 793, a fotografia; 63, a lungometraggi (fiction e documentari, telefilm e miniserie); 157, a videoclip e 261 ad altri tipi di riprese. Delle 63 grandi produzioni registrate (lungometraggi di fantascienza e documentari, telefilm e miniserie), 39 sono stati girati in scenari intorno alla Catalogna, mentre 24 esclusivamente nella città di Barcellona. Per quanto riguarda l'origine delle produzioni possiamo osservare che 222 (il 15,2%) delle 1.456 sono internazionali. L'anno passato sono state realizzate 2.494 produzioni nella città di Barcellona (cifra che include 80 produzioni girate in altri comuni limitrofi) e 687 produzioni nel resto del territorio catalano.

## Cinema girato in Catalogna
Prescindendo la nazionalità dell'équipe di produzione, la Catalogna ha goduto di determinate circostanze, di tipo tecnico - come gli studi Orphea o le attrezzature per filmare i primi film sonori -, ma anche geografico - come il mare - che l'hanno resa un luogo privilegiato, diventando un attraente set cinematografico.
Già precedentemente alla prima guerra mondiale i grandi cineasti d'Europa andarono in esilio. Alcuni si insediarono direttamente a Hollywood, con brevi soggiorni in Francia, ma nessuno di loro frequentava la Spagna. Arrivarono unicamente alcuni cineasti fuggiti dal nazismo, appartenenti però più al campo tecnico - come fotografi o decoratori - piuttosto che registi. 
Per ragioni ovvie, il franchismo andò a frenare l'immigrazione di cineasti stranieri. Sebbene ci sia da ricordare le visite nelle terre catalane di alcuni nostalgici della Spagna eterna, tra i quali Orson Welles. Al contrario, le migrazioni interne furono assai numerose, soprattutto tra Madrid e Barcellona.